# Kosmopolak
Kosmopolak – album studyjny Jacka Kaczmarskiego wydany w 1991 roku jako pierwsze wydawnictwo wytwórni Pomaton. Pierwszy z albumów nagranych w Radiu Wolna Europa. Piosenki powstały w latach 1986–1987, oprócz piosenki Bajka, która powstała w 1982 roku.
Zarejestrowany został we wrześniu 1987 roku w rozgłośni RWE w Monachium.

„Kosmopolak” to szereg utworów napisanych niejako „przy okazji” powstawania poematu dygresyjnego pod tym samym tytułem. Większość z nich zawiera refleksje i doświadczenia emigracyjne, odwołujące się do szafarzu historycznego i do moich osobistych przeżyć.

Byłem wychowany w Polsce i widzę w sobie skażenia – czy walki z komuną, czy życia w komunie. Hasło Kosmopolak, to jest Polak, który potrafi żyć na świecie nie tracąc polskości, potrafi żyć w Polsce nie tracąc światowej perspektywy, wartości, które daje wiedza o ludziach z całego świata. Chciałbym aby moje dzieci były Kosmopolakami. Chciałbym, żeby został stworzony pewien kanon indywidualny dla każdego z ludzi postępowania takiego, żeby Polak mógł żyć w świecie nie przestając być Polakiem.

## Twórcy[2]
- Jacek Kaczmarski – śpiew, gitara

Słowa: Jacek Kaczmarski

Muzyka: Jacek Kaczmarski, oprócz: 2 – S. Tabisz, 13 – tradycyjna

## Lista utworów[2]
1. „Koń wyścigowy (wg W. Wysockiego)” (01:38)
2. „Bajka” (03:28)
3. „Tradycja” (02:10)
4. „Ostatnie dni Norwida” (02:27)
5. „Starość Owidiusza” (03:09)
6. „Ambasadorowie” (02:45)
7. „Witkacy do kraju wraca” (02:31)
8. „Rehabilitacja komunistów” (01:47)
9. „Czastuszki o pierestrojce” (01:50)
10. „Widzenie” (02:27)
11. „Ballada o bieli” (02:26)
12. „Dzień gniewu (Czarnobyl)” (02:05)
13. „Rozbite oddziały” (02:34)
14. „List z Moskwy” (01:55)
15. „Zmartwychwstanie Mandelsztama” (02:20)
16. „Zaproszenie do piekła” (01:30)
17. „Ciąg dalszy” (01:29)
18. „Barykada (Śmierć Baczyńskiego)” (02:38)
19. „Czołg (wg W. Wysockiego)” (01:35)
20. „Krowa” (01:49)
21. „Opowieść pewnego emigranta” (02:44)
22. „Mury '87 (Podwórko)” (03:16)
23. „Przeczucie (Cztery pory niepokoju)” (03:11)
24. „Konfesjonał” (03:42)

## Wydania[2]
- wydania nieoficjalne na kasetach magnetofonowych
- 1991 – Pomaton (kaseta, nr kat. POM 001)
- 2002 – Płyta wydana w albumie dwupłytowym (wraz z płytą Dzieci Hioba) przez Pomaton EMI (CD, nr kat. 5414822)
- 2004 – Album włączony do Syna marnotrawnego – zestawu 22 płyt wydanego przez Pomaton EMI
- 2007 – Włączony do Arki Noego – zestawu 37 płyt wydanego przez Pomaton EMI
- 2010 – Płyta wydana w ramach czteropłytowego zestawu Kolekcja 20-lecia Pomatonu przez Warner Music Poland (nr kat. 65899700)